# Abies veitchii
Abies veitchii là một loài thực vật hạt trần trong họ Thông. Loài này được Lindl. miêu tả khoa học đầu tiên năm 1861.